# Петър Стоянов (историк)
Вижте пояснителната страница за други личности с името Петър Стоянов.
Петър Стоянов е български историк и краевед.
Роден е в Дъбравино, Варненска област. Завършил е висше образование със специалност „История“.
Неговият син Юри Стоянов е също историк, известен европейски медиевист, професор.
Петър Стоянов е автор:
- на книгите:
  - „Дъбравино в миналото“ (1984),
  - „Стара Варна в първите години след Освобождението 1878 – 1890 г.“ (1992),
  - „Стара Варна на границата между две столетия 1890 – 1912 г.“ (1995),
  - „Варна през древността“ (1998),
  - „Камчийски шепот“ (2001),
  - „Варна между двете световни войни 1919 – 1939 г.“ (2003),
  - „Варна и войните – триумфът и погромът на България (1912 – 1919 г.)“ (юни 2010), както и
- на повече от 150 статии за миналото на Варна и варненския край в местния и централния периодичен печат.

Последната си книга посвещава на своя баща Иван Стоянов – участвал в Първата световна война като матрос на миноносеца „Смели“, и на загиналите във войните през 1912 – 1918 г. от Варненския край.